# Sadocepheus granulatus
Sadocepheus granulatus är en kvalsterart som först beskrevs av Balogh och Sandór Mahunka 1969.  Sadocepheus granulatus ingår i släktet Sadocepheus och familjen Cepheidae. Inga underarter finns listade i Catalogue of Life.